# Carl-Oscar Rangnitt
Carl-Oscar Rangnitt, född den 31 januari 1900 i Helsingborg, död den 23 oktober 1971 i Stockholm, var en svensk militär och företagsledare. Han var far till Harald Rangnitt.
Rangnitt blev fänrik i Vendes artilleriregemente 1923, löjtnant där 1928, kapten vid intendenturkåren 1936 och major där 1944. Han var regementsintendent vid Smålands arméartilleriregemente, Göta trängkår och Vendes artilleriregemente 1936–1942, tjänstgjorde inom arméförvaltningen 1942–1947, inom arméstaben 1947–1948 och var stabsintendent vid IV. militärområdet 1948–1952. Rangnitt blev adjutant hos kronprinsen 1941 och hos denne som kung 1950. Han befordrades till överstelöjtnant 1949, övergick på reservstat 1952 och beviljades avsked 1955. Rangnitt var verkställande direktör för Storliens högfjällshotell 1952–1955, organisationschef i Th. Winborg & Co 1955–1959, personalchef inom Junexkoncernen i Huskvarna 1959–1961 och verkställande direktör för Röstånga gästgivaregård och turisthotell 1961–1966. Han blev riddare av Svärdsorden 1944 och av Vasaorden 1951. Rangnitt vilar på Norra begravningsplatsen utanför Stockholm.